# Ugo Abbondanza
Ugo Abbondanza (* 5. März 1893; † 28. Januar 1971) war ein italienischer Brigadegeneral.

## Leben
Abbondanza absolvierte nach dem Schulbesuch eine Offiziersausbildung und fand verschiedene Verwendungen als Offizier im Königlich-Italienischen Heer. Am 13. Oktober 1943 wurde er zum Oberst befördert und übernahm zwischen 1938 und 1939 den Posten als Kommandeur des 66. Motorisierten Infanterieregiments  „Valtellina“. 1942 wurde er als Nachfolger von Oberst Carlo Biglioni Kommandeur der Zentralen Infanterieschule und bekleidete diesen Posten bis zu seiner Ablösung durch Brigadegeneral Francesco Montagna 1943.
Nachdem Abbondanza am 5. November 1942 zum Brigadegeneral befördert worden war, übernahm er 1943 den Posten als Kommandeur der Infanterietruppen der 11. -Infanteriedivision „Brennero“. Diesen Posten bekleidete er bis zu seiner Ablösung durch Brigadegeneral Augusto Caretta und wurde selbst im Anschluss am 5. September 1943 zur 5. Armee abgeordnet.